# Callithrix flaviceps
Lo uistitì dalla testa gialla (Callithrix flaviceps Thomas, 1903) è un primate platirrino della famiglia dei Callitricidi.

## Distribuzione
Questo animale è endemico della foresta atlantica del Brasile sud-orientale, dove è limitato alle zone di foresta (anche secondaria) al di sopra dei 400 m d'altezza, negli stati di Espírito Santo e Minas Gerais.

## Descrizione

### Dimensioni
Misura circa 35 cm di lunghezza, di cui la metà spetta alla lunga coda, per un peso di circa 350 g.

### Aspetto
Il pelo è grigiastro, più scuro nella zona dorsale che in quella ventrale: la coda possiede anelli neri. Sulla testa sono presenti due ciuffi di pelo bianco in corrispondenza delle orecchie, che però sono rivolti orizzontalmente anziché verticalmente come in molte altre specie di uistitì: la faccia è bianca, con peli scuri sulle sopracciglia e sul naso.

## Biologia
Si tratta di animali diurni e arboricoli: vivono in gruppi che contano dai 3 ai 15 individui, generalmente imparentati fra loro e guidati da una femmina dominante, che è anche l'unica a potersi riprodurre: solitamente quest'ultima forma coppie stabili, ma sono conosciuti casi di poliandria e (anche se molto raramente ed in un unico gruppo) di poliginia.

Ogni gruppo occupa un proprio territorio, che difende da eventuali intrusi.

### Alimentazione
Pur integrando la propria dieta con insetti e frutta, questi animali (come gran parte delle specie di uistitì) ricavano la maggior parte del nutrimento da linfa e gommoresina, in particolare quella estratta dagli alberi di Acacia paniculata.

Piuttosto che incidere sempre nuovi buchi negli alberi per nutrirsi, questi animali preferiscono tornare regolarmente allo stesso buco per ricavare la resina.

### Riproduzione
Nei gruppi predomina la monogamia: non è tuttavia raro osservare in alcuni gruppi forme di poliandria, mentre assai rara è la poliginia.

La gestazione dura circa cinque mesi, al termine dei quali vengono dati alla luce due gemelli. La femmina va in estro poco dopo il parto, potendo quindi portare avanti tre gravidanze l'anno: ciò è dovuto al fatto che la cura dei cuccioli è affidata all'intero gruppo, e la femmina ha solo il compito di allattarli. I cuccioli sono indipendenti dopo circa un mese dalla nascita: raggiungono la maturità sessuale attorno ai 10 mesi se maschi, dopo i 20 mesi se femmine.
La loro speranza di vita in cattività è di circa 16 anni: in natura, generalmente non vivono più di 10 anni.